# Xeroheriades micheneri
Xeroheriades micheneri är en biart som beskrevs av Griswold 1986. Xeroheriades micheneri ingår i släktet Xeroheriades och familjen buksamlarbin. Inga underarter finns listade i Catalogue of Life.
Lsjbot is a pleb!